# The Moon and Sixpence
The Moon and Sixpence (bra Um Gosto e Seis Vinténs) é um filme norte-americano de 1941, do gênero drama romântico, escrito e dirigido por Albert Lewin, com roteiro baseado no romance The Moon and Sixpence, de W. Somerset Maugham.

## Produção
O crítico Ken Wlaschin considera este um dos melhores trabalhos de George Sanders, como o pintor fictício Charles Strickland. 
Na estreia, um folheto informava que o filme era o primeiro a exibir pinturas com figuras nuas. O Código Hays exigiu apenas que uma dessas figuras tivesse a parte de trás coberta por uma folha ou uma flor.

## Sinopse
Charles Strickland deixa seu emprego na Bolsa para se tornar artista. Leva seu sonho longe, a ponto de abandonar a família e trair os amigos e sócios. Em Paris, tem um caso com Blanche, esposa do artista neerlandês Dirk Stroeve. Em seguida, viaja para o Taiti, onde se casa com Ata e passa a levar uma vida de interminável hedonismo. Pintor de indiscutível talento, Strickland é também um grande patife. Até que contrai lepra e se vê nos umbrais da morte.

## Principais premiações
| Prêmio     | Categoria                               | Recipiente      | Situação                     |
| ---------- | --------------------------------------- | --------------- | ---------------------------- |
| Oscar 1943 | Melhor trilha sonora - drama ou comédia | Dimitri Tiomkin | Indicado[carece de fontes?]  |
| NBR 1943   | Dez melhores filmes de 1942             |                 | Escolhido[carece de fontes?] |

## Elenco
| Ator/Atriz        | Personagem         |
| ----------------- | ------------------ |
| George Sanders    | Charles Strickland |
| Herbert Marshall  | Geoffrey Wolfe     |
| Doris Dudley      | Blanche Stroeve    |
| Elena Verdugo     | Ata                |
| Albert Bassermann | Doutor Coutras     |
| Eric Blore        | Capitão Nichols    |
| Florence Bates    | Tiare Johnson      |
| Steven Geray      | Dirk Stroeve       |